# N-三氟乙酰基色胺
N-三氟乙酰基色胺是一种有机化合物，化学式为C12H11F3N2O。它可由色胺和三氟乙酸酐在吡啶存在下反应制得。它可以被2,3-二氯-5,6-二氰对苯醌氧化为N-三氟乙酰基-8-氧代色胺，或被高碘酸钠氧化为N-[2-(3-三氟乙酰氨基-1-氧代丙基)苯基]甲酰胺。